# Ministerio de Finanzas (Afganistán)
El Ministerio de Finanzas de Afganistán es el ministerio afgano responsable de la implementación y ejecución del presupuesto público, la recaudación de impuestos, la organización u control de los gastos públicos en Afganistán y la gestión de la aduana. El Ministerio de Finanzas entrega un informe trimestral para informar al público sobre los avances en el sector financiero de Afganistán.

## Historia
A los impuestos se les dio importancia estatal por primera vez durante el gobierno de Ahmad Shah Abdali, fundador del Imperio durrani. "En 1140, se establecieron varios departamentos y oficinas gubernamentales, incluido el Ministerio de Finanzas de Afganistán, que entonces se le llamó Humayon Alla". Así, el primer «ministro de Finanzas» fue Abdullah Khan Popalzai. El sucesor de este, Mustafawi Almalik, mejoró significativamente el sistema económico nacional y el control de la contabilidad financiera en Afganistán. 
Bajo la administración del rey Habibulá Khan, la base impositiva era pequeña y la mayoría de afganos no cumplían a cabalidad con sus obligaciones impositivas. Después de independizarse, y la reforma de los sistemas financieros, se estableció en 1929 el moderno Ministerio de Finanzas. "Más tarde, en 1965, los sistemas financieros se desarrollaron y se introdujeron oficialmente en Afganistán". De acuerdo con los requisitos y necesidades del sistema financiero afgano, el Ministerio de Finanzas tiene la siguiente estructura: Ministerio, Adjunto Administrativo, Adjunto de Finanzas, Adjunto de Ingresos y Aduanas y Adjunto de Política. El Ministerio de Finanzas tiene 12 departamentos y cada departamento tiene ciertas responsabilidades para liderar y administrar.

## Responsabilidades

### Durante la República Islámica de Afganistán
Durante la existencia de la República Islámica de Afganistán (2004-2021) los donantes internacionales apoyaron financieramente la mayor parte del presupuesto del gobierno afgano. Dado que el Ministerio de Finanzas era el responsable de las finanzas públicas y los gastos presupuestarios en todo el país, se alentaba a los donantes internacionales a proporcionar ayuda presupuestaria directa para fortalecer la posición y la credibilidad del Ministerio de Finanzas. Según la Estrategia Nacional de Desarrollo de Afganistán, los sectores objetivo en el año 1390 (2011) eran el sector de la seguridad, el sector de la educación y el sector de la gobernanza. El objetivo de la estrategia era reducir la pobreza, acelerar el crecimiento económico y mejorar la seguridad y la gobernanza. En 1391 (2012), se asignaron 18.838 millones de Afganis presupuestados al sector de la seguridad, al sector de la educación se asignaron 5.533 millones y al sector de la gobernanza se asignaron 2.531 millones.
El presupuesto total de desarrollo para el año fiscal 1390 (2011) fue de 74.000 millones de AFS, lo que equivalía a 1.400 millones de dólares estadounidenses, y aumentó a 101.200 millones de afines equivalentes a 1.900 millones de dólares estadounidenses. En 1391 (2012) el presupuesto aumentó 14,2 mil millones, equivalente al 49,5%, durante todo el año. El Ministerio de Finanzas intentaba ajustar sus sistemas financieros y actividades financieras de acuerdo con las reglas y regulaciones internacionales. Para lograr estos objetivos, el Ministerio de Finanzas creó nuevas unidades, que incluyeron partes de inscripción de personal, diseño de políticas y ejecución presupuestaria. El objetivo principal del Ministerio de Finanzas era controlar los asuntos financieros del país para tener un país económicamente más poderoso y asegurarse de que se mejorara la riqueza pública.

## Ministros de Finanzas
El actual ministro de Finanzas es el talibán Gul Agha Ishakzai. La siguiente es la lista de los más recientes ministros: 
| Ministro                                      | Inicio                                    | Final                                     | Ref.                                      |
| Durante la República Islámica (2004-2021)     | Durante la República Islámica (2004-2021) | Durante la República Islámica (2004-2021) | Durante la República Islámica (2004-2021) |
| --------------------------------------------- | ----------------------------------------- | ----------------------------------------- | ----------------------------------------- |
| Anwar ul-Haq Ahady                            | 14 de diciembre de 2004                   | 3 de marzo de 2009                        | [ 5 ]                                     |
| Omar Zakhilwal                                | 3 de marzo de 2009                        | 1 de febrero de 2015                      | [ 6 ]                                     |
| Eklil Ahmad Hakimi                            | 1 de febrero de 2015                      | 26 de junio de 2018                       | [ 7 ]                                     |
| Mohammad Qayoumi                              | 26 de junio de 2018                       | 11 de marzo de 2020                       |                                           |
| Abdul Hadi Arghandiwal                        | 11 de marzo de 2020                       | 23 de enero de 2021                       | [ 8 ]                                     |
| Khalid Payenda                                | 23 de enero de 2021                       | 15 de agosto de 2021                      | [ 9 ] [ 10 ]                              |
| Alem Shah Ibrahimi                            | 11 de agosto de 2021                      | 15 de agosto de 2021                      | [ 11 ]                                    |
| Durante el Emirato Islámico (2021-Actualidad) |                                           |                                           |                                           |
| Gul Agha Ishakzai                             | 24 de agosto de 2021                      | 30 de mayo de 2023                        | [ 12 ]                                    |
| Nasir Akhund                                  | 30 de mayo de 2023                        | En el cargo                               | [ 13 ]                                    |